# 博蒙宫

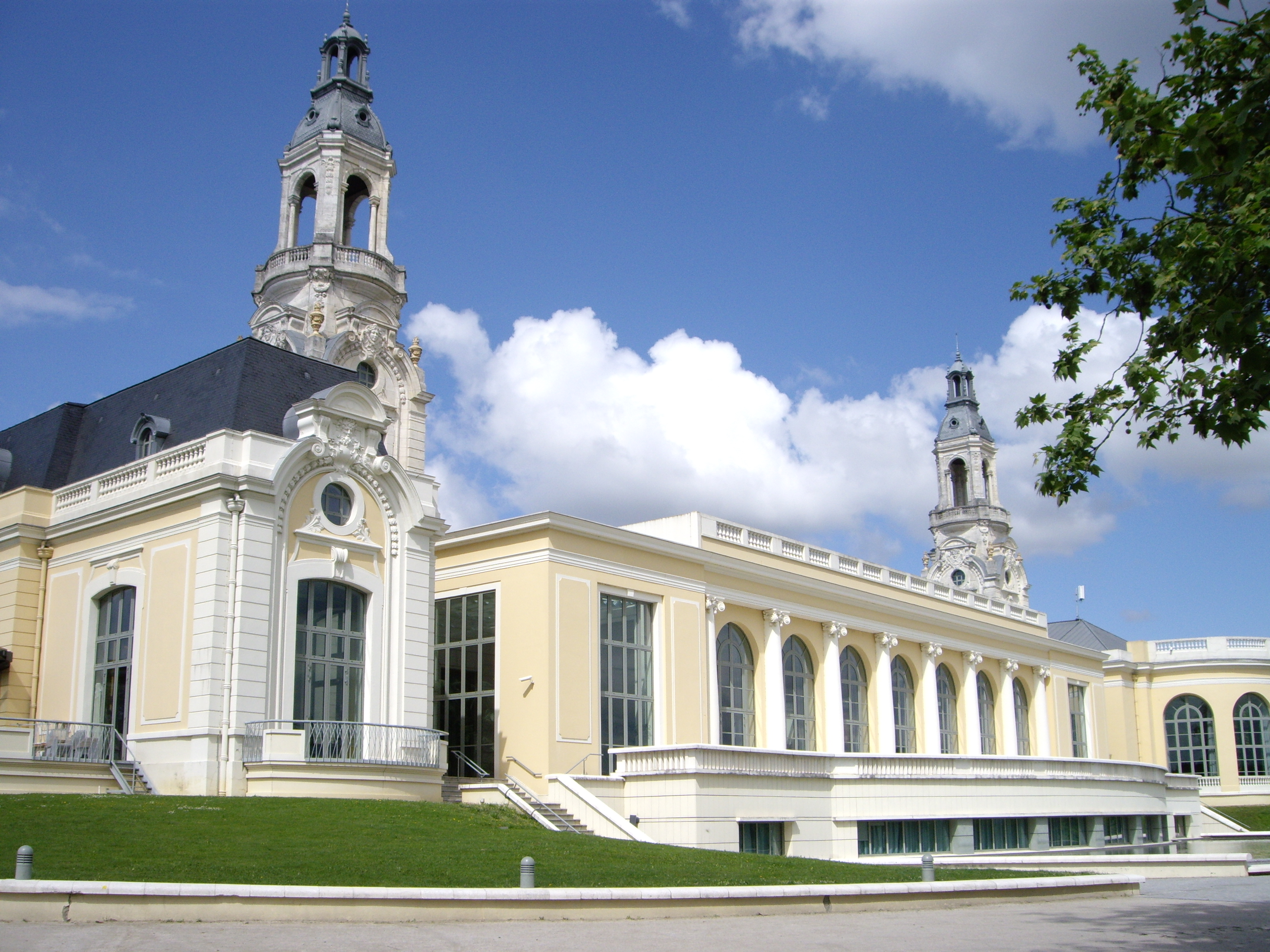

博蒙宫（法語：Palais Beaumont）是法国西南部新阿基坦大区大西洋比利牛斯省波城的一座历史建筑。
它建于1895年至1899年，是一座赌场，在第二次世界大战期间又是一座医院。

## 历史

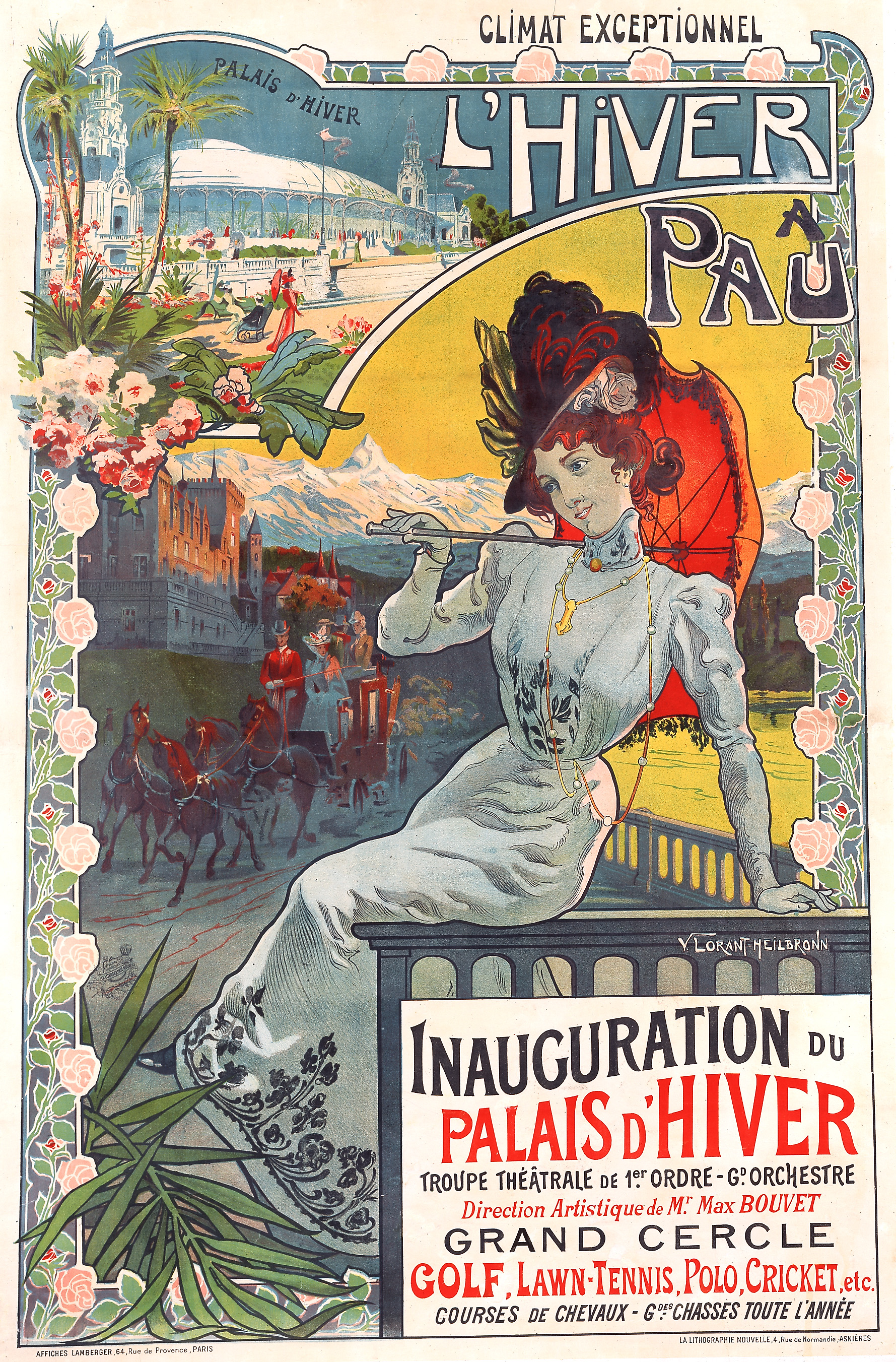
博蒙宫落成典礼

19世纪末，当时的市长 Henri Faisans 决定在博蒙公园建立一个公共设施，用于游戏、表演、聚会和会议。它特别针对每年冬天前往波城的大批英国游客，因为这里气候温和、比利牛斯山的景色，还有许多体育活动（高尔夫、马术运动）。这个地点最初有一栋别墅占据，构成博蒙公园的一部分，后来公园成了它的花园，曾经属于著名的女诗人安娜·德·诺阿耶斯（Anna de Noailles），她将所有权让给了波城市。市长随后聘请建筑师 Émile Bertrand 设计新建筑，采用美好年代典型的新洛可可风格。博蒙宫设有两座高35米的钟楼。博蒙宫于1900年开业，成为波城生活的中心：戏剧表演、豪华派对，以及许多作家的聚会和放松场所。
1927年，新任市长阿尔弗雷德·德·拉森斯与戛纳和多维尔的赌场协会签署了运营协议。建筑师乔治·维博（Georges Wybo）改造博蒙宫，模仿多维尔赌场，采用新古典主义风格，破坏了凉亭，打破了建筑的对称性。第二次世界大战期间，赌场改为医院，此后慢慢衰败。

## 现状
1997年，时任市长 André Labarrère 开始对博蒙宫进行翻修，以恢复1930年代的所有魅力，同时增添更现代的特色。新的博蒙宫在2000年1月21日落成。2000年，波城画家 Y. Charreton 修复一幅 E.Ledoux 于1897年绘制的壁画。
博蒙宫现在拥有许多房间，并设有一个会议中心，最多可容纳750人，用于商务、会议、展览、研讨会或私人活动。
2019年5月之前，波城赌场设于此处。此后赌场搬到波城北部的新场地，靠近竞技场。